# Aree umide del Cratere di Agnano
Aree umide del Cratere di Agnano este o arie protejată (arie specială de conservare — SAC, sit de importanță comunitară — SCI) din Italia întinsă pe o suprafață de 44 ha, integral pe uscat.

## Localizare
Centrul sitului Aree umide del Cratere di Agnano este situat la coordonatele 40°49′50″N 14°10′21″E / 40.830556°N 14.1725°E.

## Înființare
Situl Aree umide del Cratere di Agnano a fost declarat sit de importanță comunitară în mai 1995 pentru a proteja 13 specii de animale. Situl a fost protejat și ca arie specială de conservare în mai 2019.

## Biodiversitate
Situată în ecoregiunea mediteraneană, aria protejată conține 1 habitat natural: Lacuri eutrofice naturale cu vegetație de tip Magnopotamion sau Hydrocharition.
La baza desemnării sitului se află mai multe specii protejate:
- păsări (9): pescăruș albastru (Alcedo atthis), prepeliță (Coturnix coturnix), găinușă de baltă (Gallinula chloropus), stârc pitic (Ixobrychus minutus), sfrâncioc roșiatic (Lanius collurio), pescăruș râzător (Larus ridibundus), sitar de pădure (Scolopax rusticola), turturică (Streptopelia turtur), sturz-cântător (Turdus philomelos)
- mamifere (2): liliacul mare cu potcoavă (Rhinolophus ferrumequinum), liliacul mic cu potcoavă (Rhinolophus hipposideros)
- nevertebrate (2): croitorul mare al stejarului (Cerambyx cerdo), Coenagrion mercuriale

Pe lângă speciile protejate, pe teritoriul sitului au mai fost identificate 2 specii de amfibieni, 1 specie de nevertebrate, 4 specii de reptile.